# رزانا آرکت
رزانا لیسا آرکت (انگلیسی: Rosanna Lisa Arquette؛ زادهٔ ۱۰ اوت ۱۹۵۹) هنرپیشه، کارگردان و تهیه‌کننده اهل امریکا است. وی از سال ۱۹۷۸ میلادی تاکنون مشغول فعالیت بوده‌است.

## بخشی از فیلم‌شناسی
- هوانورد (۱۹۸۵)
- پس از ساعات اداری (۱۹۸۵)
- سیلورادو (۱۹۸۵)
- ناامیدانه در جستجوی سوزان (۱۹۸۵)
- زنان آمازون در ماه (۱۹۸۷)
- آبی بیکران (۱۹۸۸)
- داستان عامه‌پسند (۱۹۹۴)
- مرد عوضی (۱۹۹۳)
- راهی برای فرار نیست (۱۹۹۳)
- جستجو و نابود کردن (۱۹۹۵)
- تصادف (۱۹۹۶)
- فریب‌کار (۱۹۹۷)
- بوفالو ۶۶ (۱۹۹۸)
- امید شناور (۱۹۹۸)
- آشپزخانه جهنم (۱۹۹۸)
- همه نه یارد (۲۰۰۰)
- نصیحت مفید (۲۰۰۱)
- جو دِرْت (۲۰۰۱)
- دروغ نگو توپ (۲۰۰۸)
- پای آمریکایی: کتاب عشق (۲۰۰۹)
- تنفس (۲۰۱۰)
- لری گی (۲۰۱۵)
- فرانک و لولا (۲۰۱۶)
- سرزمین‌های مقدس (۲۰۱۷)

## جوایز
- جایزه بفتای بهترین بازیگر نقش مکمل زن (۱۹۸۵)